# 후설 비원순 중모음
후설 비원순 중모음(後舌 非圓脣 中母音) 또는 후설 평순 중모음(後舌 平脣 中母音)은 모음의 하나이다.
- 이 홀소리는 닿소리가 되지 않을만큼 혀의 위치를 뒤로 해서 발음하는 후설모음이다.
- 이 홀소리는 입술을 둥글게 하지 않고 발음하는 비원순모음이다.
- 이 홀소리는 혀의 위치를 고모음과 저모음의 중간 위치로 해서 발음하는 중모음이다.

## 예
| 언어            | 철자 | 발음   | 뜻                       |
| 불가리아어      | път  | [pɤ̞t̪]  | '길'                     |
| 노퍽 영어       | plus | [pl̥ʌ̝s] | 더하기                   |
| 하노이 베트남어 | tờ   | [t̻ɤ̞˧˨] | (침대 위에 까는 얇은) 천 |